# Sphagnum connectens
Sphagnum connectens är en bladmossart som beskrevs av Warnstorf och Jules Cardot 1907. Sphagnum connectens ingår i släktet vitmossor, och familjen Sphagnaceae. Inga underarter finns listade i Catalogue of Life.